# Abborrtjärnen (Ramsele socken, Ångermanland)
Abborrtjärnen är en sjö i Sollefteå kommun i Ångermanland och ingår i Ångermanälvens huvudavrinningsområde.